# Pollock (Dacota do Sul)
Pollock é uma cidade  localizada no estado norte-americano de Dacota do Sul, no Condado de Campbell.

## Demografia
Segundo o censo norte-americano de 2000, a sua população era de 339 habitantes.
Em 2006, foi estimada uma população de 276, um decréscimo de 63 (-18.6%).

## Geografia
De acordo com o United States Census Bureau tem uma área de
0,8 km², dos quais 0,8 km² cobertos por terra e 0,0 km² cobertos por água.

## Localidades na vizinhança
O diagrama seguinte representa as localidades num raio de 36 km ao redor de Pollock.